# Johann Platte
Johann Platte (* 28. Dezember 1894 in Annen; † 21. März 1960 in Essen) war ein deutscher Gewerkschafter, Journalist und Politiker (zunächst der Zentrumspartei, später der CDU).

## Leben und Wirken
Platte besuchte die Volksschule in Annen und machte von 1909 bis 1912 eine kaufmännische Lehre in Dortmund. Nach dem Militärdienst von 1912 bis 1914 ging er in den Bergbau und besuchte die Bergvorschule in Witten. Während des Ersten Weltkrieges war Platte Soldat und geriet am Ende in französische Kriegsgefangenschaft. Nach seiner Entlassung war er Bergmann in Witten. Ab 1924 besuchte er die staatliche Schule für Wirtschaft und Verwaltung in Düsseldorf. Von 1925 war er Angestellter des Gewerkvereins Christlicher Bergarbeiter zunächst in Gelsenkirchen und ab 1932 in Breslau. Gleichzeitig war er freier Mitarbeiter der Gewerkschaftszeitung Der Bergknappe und der Zeitung Der Deutsche. In den Jahren 1932 und 1933 war er Redakteur beim Bergknappen. Daneben war Platte ehrenamtlicher Landesarbeitsrichter, Mitglied im Verwaltungsrat des Schlesischen Landesarbeitsamtes sowie der preußischen Grubensicherheitskommission. Politisch gehörte er vor 1933 dem Zentrum an.
Nach der „Machtübernahme“ der Nationalsozialisten wurde Platte entlassen und erhielt ein vierjähriges Berufsverbot. Während dieser Zeit kam es zu wiederholten Verhaftungen und Haussuchungen. Seit 1937 arbeitete er als Versicherungsvertreter in Essen und wurde während des Zweiten Weltkrieges zur Feuerwehr einberufen. Nach Kriegsende arbeitete Platte wieder als Journalist. Ab 1947 war er Leiter der Pressestelle der IG Bergbau und Energie und war Chefredakteur der Zeitschrift Die Bergbauindustrie. Von 1950 bis 1954 gehörte er dem geschäftsführenden Vorstand der Gewerkschaft an. Platte war nach 1945 Mitglied der CDU. Auf Wunsch von Karl Arnold übernahm er von 1954 bis 1956 das Amt des Arbeits- und Sozialministers von Nordrhein-Westfalen, ohne über ein Landtagsmandat zu verfügen.